# Idioma ubijé
El ubijé fue un idioma del grupo de lenguas caucásicas noroccidentales, hablado por los ubijos hasta 1992.
La palabra deriva de wəbəx, nombre del ubijé en adigués abdzakh (circasiano). Se conoce en la literatura lingüística por muchos nombres: variantes de ubijé, como ubykh o ubikh (en inglés), ubıh en (turco) y oubykh (en francés); y pekhi (del ubijé tʷaχə) y su variante germanizada päkhy.

## Características generales
El ubijé se distingue por las siguientes características, algunas de las cuales son compartidas con las lenguas caucasianas del noroeste:
- Es una lengua ergativa, que no realiza diferenciación sintáctica entre el sujeto de una frase intransitiva y el objeto directo de una frase transitiva. La ergatividad parcial parece no tener importancia en la gramática, cosa poco común en otras lenguas.
- Es fuertemente aglutinante, empleando principalmente raíces mono o bisilábicas, llegando palabras aisladas a alcanzar nueve o más sílabas de longitud: aχʲazbatʂʾaʁawdətʷaajlafaqʾajtʾmadaχ. si al menos no hubieras sido capaz de hacer que él lo sacara todo otra vez de debajo de mí para ellos. Afijos se funden muy rara vez.
- Tiene un sistema nominal simple, contrastando solo cuatro casos nominales y no marcando el número gramatical en el caso directo o en el locativo.
- El sistema de concordancias verbales es bastante complejo. Los verbos españoles solo deben concordar con el sujeto; los verbos del ubijé deben concordar con el sujeto, el objeto directo y el indirecto y el benefactivo también debe estar marcado en el verbo.
- Su fonología también es compleja con 83 consonantes distintivas (tres de las cuales aparecen solo en préstamos lingüísticos). Sin embargo, de acuerdo a algunos análisis lingüísticos, solo posee dos vocales, pero estas tienen un gran número de alófonos debido a la cantidad de consonantes que pueden acompañarlas.

### Curiosidades
- El ubijé se mantuvo durante un tiempo el récord mundial de sonidos consonánticos. Pero ha sido eclipsado por el idioma cungo de los san, que posee 34 consonantes más que el ubijé.
- El ubijé poseía 26 fonemas fricativos puros, más que cualquier otra lengua conocida.
- Posee muchos fonemas raros: el sonido [tʷ] solo aparece en ubijé y sus parientes el abjaso y el abaza, y dos lenguas más, ambas habladas en la selva amazónica. El fonema [vˁ], una labiodental sonora fricativa faringealizada puede que no exista en ninguna otra lengua de la tierra.
- Tiene 17 fonemas eyectivos, pero carece de consonante oclusiva glotal.
- La lengua podría estar emparentada con el hatti, una lengua hablada en Anatolia hacia el 2000 a. C. y escrita en cuneiforme.

## Evolución
Dentro de la evolución de las lenguas caucásicas del noroeste, el ubijé es la lengua más divergente de la rama abjaso-abaza y tienen un número de características que la hacen única incluso dentro de la familia.
Posee marcadores de clase palatales fosilizados, dónde todas las demás lenguas caucásicas noroccidentales conservan trazas de una clase labial original: la palabra ubijé para corazón , gʲə, corresponde a gʷə en abjaso, abaza, cabardiano y adigué.
Ubijé también posee grupos de consonantes farigeas, que se encuentran en otros dialectos de la familia caucásica noroccidental solamente en algunos dialectos del abjaso y abaza. Todas las demás lenguas de la familia poseen consonantes faríngeas auténticas, pero el ubijé es la única lengua que usa la faringealización como una articulación secundaria.
En cuanto a los demás miembros de la familia, el ubijé está más próximo al abjaso que a cualquier otro miembro, pero está bastante próximo, tanto en léxico como en gramática, del adigué.

### Dialectos
Aunque no existan muchos dialectos del ubijé, se ha descrito la existencia de un dialecto divergente. Gramaticalmente es muy similar del estándar, pero tiene un sistema de sonidos muy diferente, que se ha colapsado hasta unos 62 fonemas:
- [dʷ tʷ tʷ] se han convertido en [b p pʼ].
- [ɕʷ ʑʷ] no se distinguen de [ʃʷ ʒʷ].
- ɣ parece haber desaparecido.
- La faringealización ya no es distintiva y ha sido sustituida en muchos casos por consonantes geminadas
- La palatalización de las consonantes uvulares ya no es fonémica.

## Historia
El ubijé se hablaba en la costa oriental del mar Negro, en los alrededores de Sochi, hasta 1875, cuando los ubijé fueron expulsados de la región por los rusos. Finalmente se asentaron en Turquía, en los pueblos de Hacı Osman, Kırkpınar, Masukiye y Hacı Yakup. El turco y el circasiano se convirtieron en lenguas preferidas para la comunicación diaria y muchas palabras de esas lenguas entraron a formar parte del vocabulario ubijé en esa época.
El ubijé no fue nunca una lengua escrita, a excepción de algunas frases que Evliya Çelebi transcribió en el Seyahatname, pero una parte sustancial de la literatura oral, junto con algunos ciclos de la saga de Nart, fue transcrita.
El ubijé se extinguió cuando su último hablante, Tevfik Esenç, murió el 7 de octubre de 1992. Afortunadamente, antes de su muerte y la de Huseyin Kozan, se habían recogido miles de páginas y muchas grabaciones habían sido recopiladas por una serie de lingüistas, entre los que se incluyen Georges Dumézil, Ayşe Sumru Özsoy, Hans Vogt y George Hewitt.

### El ubijé en la lingüística
Julius von Mészáros, un lingüista húngaro, visitó Turquía en 1930 y tomó algunas notas sobre el ubijé. Su trabajo, titulado Die Päkhy-Sprache (La lengua pekhy), era exacto y muy extenso, hasta el punto que le permitía su sistema de transcripción (que no le permitía representar todos los fonemas del ubijé) y marcó el inicio de la lingüística ubijé.
El francés Georges Dumézil también visitó Turquía en 1930 para estudiar el ubijé y se convertiría en el lingüista estudioso del ubijé más famoso. Publicó una colección de cuentos populares ubijé a finales de los años 1950, y la lengua pronto atrajo la atención de los lingüistas por su reducido número (dos) de vocales fonémicas. Hans Vogt, noruego, produjo un monumental diccionario que, a pesar de sus muchos errores (corregidos más tarde por Dumézil), todavía es una de las obras clave y referencia de la lingüística ubijé.
Más tarde, en los años 1960 y comienzo de los 70, Dumézil publicó una serie de artículos sobre la etimología del ubijé en particular y de las lenguas caucásicas noroccidentales en general. El libro de Dumézil Le Verbe Oubykh (1975) es una completa descripción de la morfología verbal y nominal de la lengua y es otra de las obras clave de la lingüística ubijé.
Desde 1980, la publicación de lingüística ubijé ha disminuido drásticamente. No se han publicado obras mayores; sin embargo, el lingüista neerlandés Rieks Smeets actualmente está tratando de compilar un nuevo diccionario basándose en el de Vogt de 1963 y existe un proyecto similar en Australia.
Autores que han publicado literatura sobre el ubijé incluyen: Brian George Hewitt, Catherine Paris, Christine Leroy, Georg Bossong, Georges Dumézil, Hans Vogt, John Colarusso, Julius von Mészáros, Rieks Smeets, Tevfik Esenç y Wim Lucassen.

## Ejemplo del ubijé
Archivo:Ubih.ogg - Grabación de audio de Tevfik Esenç hablando en su idioma sobre el éxodo de los ubijé (realizada por el investigador francés Georges Dumézil).